# 凤鸣镇 (云阳县)
凤鸣镇，是中华人民共和国重庆市云阳县下辖的一个乡镇级行政单位。

## 行政区划
凤鸣镇下辖以下地区：
凤凰岭社区、院庄社区、凤桥社区、里市社区、黄龙村、马岭村、阳凤村、清江村、农建村、马轩村、平顶村、民主村、福禄村、玉带村、锦屏村、桂泉村、太地村、黎明村、长城村、上游村、双桂村、五同村、陈园村和梧桐村。